# Stadionul Jean Pădureanu
Das Stadionul Jean Pădureanu ist ein Fußballstadion in der rumänischen Stadt Bistrița. Es bietet Platz für 7800 Zuschauer und diente dem Fußballverein Gloria Bistrița bis 2015 als Heimspielstätte. Seit 2018 nutzt der CS Gloria Bistrița-Năsăud das Stadion.

## Geschichte
Das Gloria-Stadion in Bistrița, in der Landessprache Stadionul Municipal Gloria (deutsch Städtisches Stadion Gloria) genannt, wurde Ende der 1920er Jahre erbaut und 1930, also im achten Jahr des Bestehens von Gloria Bistrița eröffnet. Seither trägt der in Bistrița ansässige Verein seine Heimspiele hier aus. Glorias größter Erfolg war der Gewinn des rumänischen Pokals in der Spielzeit 1994. Die beste Platzierung des Vereins in der nationalen Meisterschaft war Rang drei in der Saison 2002/03.
Die Sportstätte wurde 2008 renoviert und die Kapazität auf die noch heute geltenden 7800 Plätze erweitert. Im Zuge der Renovierung wurden auch Rasenheizung und Rasenbewässerung installiert sowie die elektronische Ausstattung verbessert. Außerdem befinden sich im Stadion ein Minihotel und ein Kunstrasenfeld. 
2013 erhielt die Anlage den Namen Stadionul Jean Pădureanu, nach dem ehemaligen Fußballspieler und Funktionär Jean Pădureanu (1936–2016).